# Tour de Ski 2012-2013
Il Tour de Ski 2012-2013 prese il via il 29 dicembre 2012 da Oberhof, Germania, e terminò il 6 gennaio 2013 in Val di Fiemme, Italia. La campionessa della passata edizione, la polacca Justyna Kowalczyk (Polonia), trionfò nuovamente, mentre in campo maschile, lo svizzero Dario Cologna (Svizzera), vincitore dell'edizione passata, dovette arrendersi al russo Alexander Legkov (Russia).

## Calendario
| Tappa | Luogo                  | Data             | Evento                                         | Distanza | Distanza | Orario (CET)    | Orario (CET)    |
| Tappa | Luogo                  | Data             | Evento                                         | Donne    | Uomini   | Donne           | Uomini          |
| ----- | ---------------------- | ---------------- | ---------------------------------------------- | -------- | -------- | --------------- | --------------- |
| 1     | Oberhof Germania       | 29 dicembre 2012 | Prologo Tecnica libera, individuale            | 3.1 km   | 4.0 km   | 13:15           | 14:30           |
| 2     | Oberhof Germania       | 30 dicembre 2012 | Tecnica classica, inseguimento                 | 9 km     | 15 km    | 13:45           | 14:45           |
| 3     | Val Müstair Svizzera   | 1 gennaio 2013   | Sprint Tecnica libera, qualificazioni e finali | 1.4 km   | 1.4 km   | 14:00 Q 16:00 F | 14:00 Q 16:00 F |
| 4     | Cortina-Toblach Italia | 3 gennaio 2013   | Tecnica libera, inseguimento                   | 15 km    | 35 km    | 12:15           | 15:15           |
| 5     | Cortina-Toblach Italia | 4 gennaio 2013   | Tecnica classica, individuale                  | 3 km     | 5 km     | 11:15           | 12:30           |
| 6     | Val di Fiemme Italia   | 5 gennaio 2013   | Tecnica classica, mass start                   | 10 km    | 15 km    | 12:30           | 13:30           |
| 7     | Val di Fiemme Italia   | 6 gennaio 2013   | Scalata finale Tecnica libera, inseguimento    | 9 km     | 9 km     | 11:45           | 14:50           |

## Classifiche
| Posizione | Nome              | Tempo     |
| --------- | ----------------- | --------- |
| 1         | Alexander Legkov  | 3:29:28.6 |
| 2         | Dario Cologna     | +18.7     |
| 3         | Maxim Vylegzhanin | +40.7     |
| 4         | Petter Northug    | +1:07.7   |
| 5         | Marcus Hellner    | +1:12.4   |
| 6         | Lukáš Bauer       | +1:41.7   |
| 7         | Ivan Babikov      | +2:04.4   |
| 8         | Giorgio Di Centa  | +2:15.5   |
| 9         | Johan Olsson      | +2:20.7   |
| 10        | Ilia Chernousov   | +2:47.5   |

| Posizione | Nome                       | Tempo     |
| --------- | -------------------------- | --------- |
| 1         | Justyna Kowalczyk          | 2:25:21.6 |
| 2         | Therese Johaug             | +27.9     |
| 3         | Kristin Størmer Steira     | +2:39.5   |
| 4         | Krista Pärmäkoski          | +3:04.7   |
| 5         | Astrid Uhrenholdt Jacobsen | +3:13.5   |
| 6         | Heidi Weng                 | +3.29,1   |
| 7         | Charlotte Kalla            | +3.51,3   |
| 8         | Riitta-Liisa Roponen       | +4.19,6   |
| 9         | Anne Kyllönen              | +4:23.0   |
| 10        | Katrin Zeller              | +4.58,4   |

## Tappe

### Tappa 1
29 dicembre 2012, Oberhof,  Germania
| Posizione | Nome             | Tempo  |
| --------- | ---------------- | ------ |
| 1         | Petter Northug   | 8:28.7 |
| 2         | Marcus Hellner   | +6.1   |
| 3         | Alexander Legkov | +7.2   |
| 4         | Dario Cologna    | +10.1  |
| 5         | Ilia Chernousov  | +10.7  |

| Posizione | Nome                 | Tempo  |
| --------- | -------------------- | ------ |
| 1         | Kikkan Randall       | 7:28.1 |
| 2         | Charlotte Kalla      | +4.4   |
| 3         | Justyna Kowalczyk    | +4.7   |
| 4         | Denise Herrmann      | +9.3   |
| 5         | Riitta-Liisa Roponen | +10.6  |

### Tappa 2
30 dicembre 2012, Oberhof,  Germania
| Posizione | Nome              | Tempo   |
| --------- | ----------------- | ------- |
| 1         | Maxim Vylegzhanin | 39:47.0 |
| 2         | Alexander Legkov  | +0.1    |
| 3         | Petter Northug    | +6.5    |
| 4         | Dario Cologna     | +6.7    |
| 5         | Alex Harvey       | +7.7    |

| Posizione | Nome                   | Tempo   |
| --------- | ---------------------- | ------- |
| 1         | Justyna Kowalczyk      | 25:01.4 |
| 2         | Therese Johaug         | +41.4   |
| 3         | Anne Kyllönen          | +45.0   |
| 4         | Denise Herrmann        | +48.5   |
| 5         | Kristin Størmer Steira | +49.1   |

### Tappa 3
1 gennaio 2013, Val Müstair,  Svizzera
| Posizione | Nome                | Tempo  |
| --------- | ------------------- | ------ |
| 1         | Finn Hågen Krogh    | 3:21.3 |
| 2         | Federico Pellegrino | +1.0   |
| 3         | Len Väljas          | +1.6   |
| 4         | Dario Cologna       | +3.5   |
| 5         | Calle Halfvarsson   | +6.5   |

| Posizione | Nome                     | Tempo  |
| --------- | ------------------------ | ------ |
| 1         | Kikkan Randall           | 3:37.0 |
| 2         | Ingvild Flugstad Østberg | +8.7   |
| 3         | Heidi Weng               | +10.6  |
| 4         | Hanna Kolb               | +12.6  |
| 5         | Kristin Størmer Steira   | +14.7  |

### Tappa 4
3 gennaio 2013, Cortina d'Ampezzo-Toblach,  Italia
| Posizione | Nome              | Tempo      |
| --------- | ----------------- | ---------- |
| 1         | Petter Northug\|  | +1:16:32.7 |
| 2         | Alexander Legkov  | +0.7       |
| 3         | Dario Cologna     | +0.9       |
| 4         | Maxim Vylegzhanin | +1.6       |
| 5         | Ilia Chernousov   | +1:25.7    |

| Posizione | Nome                   | Tempo   |
| --------- | ---------------------- | ------- |
| 1         | Justyna Kowalczyk      | 37:15.1 |
| 2         | Charlotte Kalla        | +18.3   |
| 3         | Therese Johaug         | +18.7   |
| 4         | Kristin Størmer Steira | +19.2   |
| 5         | Anne Kyllönen          | +43.1   |

### Tappa 5
4 gennaio 2013, Val di Fiemme,  Italia
| Posizione | Nome              | Tempo   |
| --------- | ----------------- | ------- |
| 1         | Alexey Poltoranin | 12:37.9 |
| 2         | Petter Northug    | +8.0    |
| 3         | Dario Cologna     | +8.2    |
| 4         | Dmitrij Japarov   | +13.7   |
| 5         | Alexander Legkov  | +15.7   |

| Posizione | Nome                       | Tempo   |
| --------- | -------------------------- | ------- |
| 1         | Justyna Kowalczyk          | 10:08.1 |
| 2         | Krista Pärmäkoski          | +16.5   |
| 3         | Astrid Uhrenholdt Jacobsen | +17.1   |
| 4         | Anne Kyllönen              | +17.7   |
| 5         | Aino-Kaisa Saarinen        | +21.1   |

### Tappa 6
5 gennaio 2013, Val di Fiemme,  Italia
| Posizione | Nome              | Tempo   |
| --------- | ----------------- | ------- |
| 1         | Alexey Poltoranin | 39:01.5 |
| 2         | Len Väljas        | +0.1    |
| 3         | Alex Harvey       | +0.4    |
| 4         | Giorgio Di Centa  | +0.7    |
| 5         | Alexander Legkov  | +0.9    |

| Posizione | Nome                   | Tempo   |
| --------- | ---------------------- | ------- |
| 1         | Justyna Kowalczyk      | 28:12.9 |
| 2         | Kristin Størmer Steira | +33.2   |
| 3         | Krista Pärmäkoski      | +39.0   |
| 4         | Therese Johaug         | +41.1   |
| 5         | Aino-Kaisa Saarinen    | +1:01.6 |

### Tappa 7
6 gennaio 2013, Val di Fiemme,  Italia
| Posizione | Nome           | Tempo   |
| --------- | -------------- | ------- |
| 1         | Markus Hellner | 29:59.6 |
| 2         | Ivan Babikov   | +13.3   |
| 3         | Roland Clara   | +14.6   |
| 4         | Johannes Dürr  | +20.3   |
| 5         | Thomas Moriggl | +31.5   |

| Posizione | Nome                 | Tempo   |
| --------- | -------------------- | ------- |
| 1         | Therese Johaug       | 34:12.4 |
| 2         | Elizabeth Stephen    | +39.5   |
| 3         | Heidi Weng           | +1:10.8 |
| 4         | Riitta-Liisa Roponen | +1:33.3 |
| 5         | Krista Pärmäkoski    | +1:33.5 |